# Niemieckie okrucieństwa w 1914

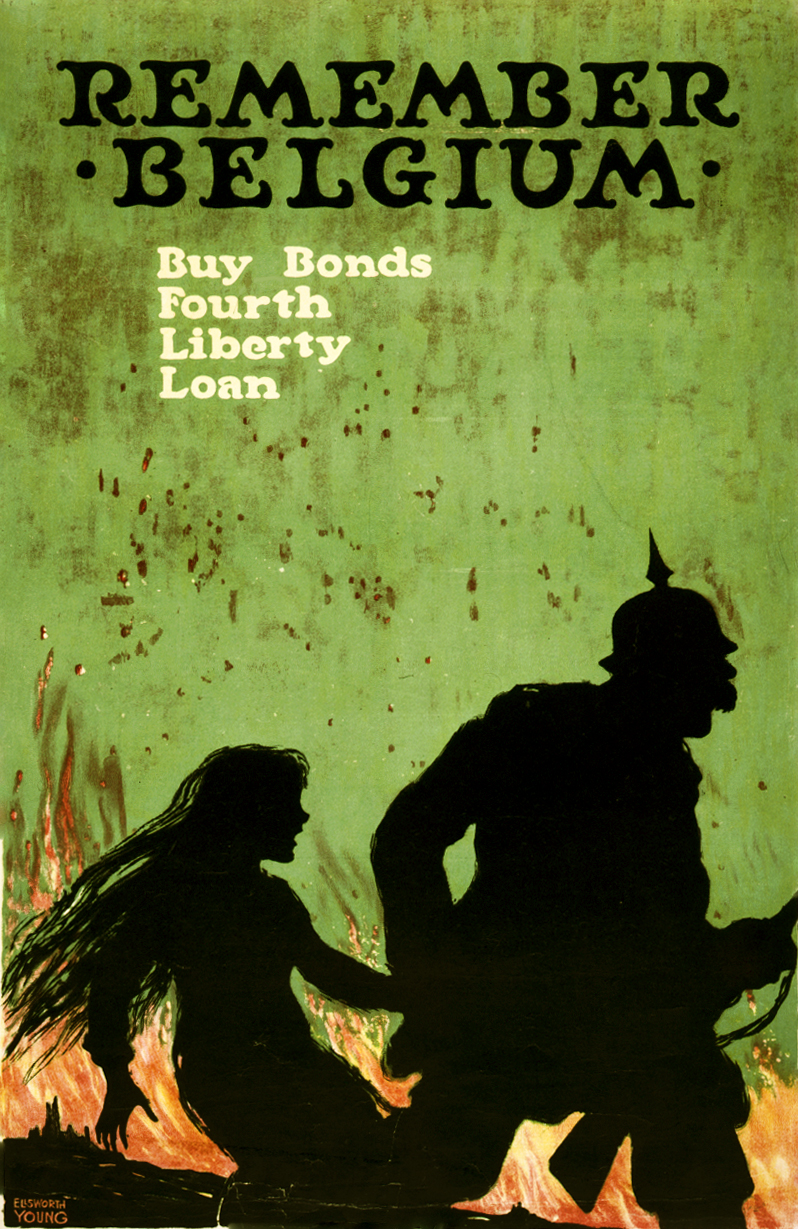
Amerykański plakat autorstwa Ellswortha Younga ukazujący niemieckie okrucieństwa w Belgii

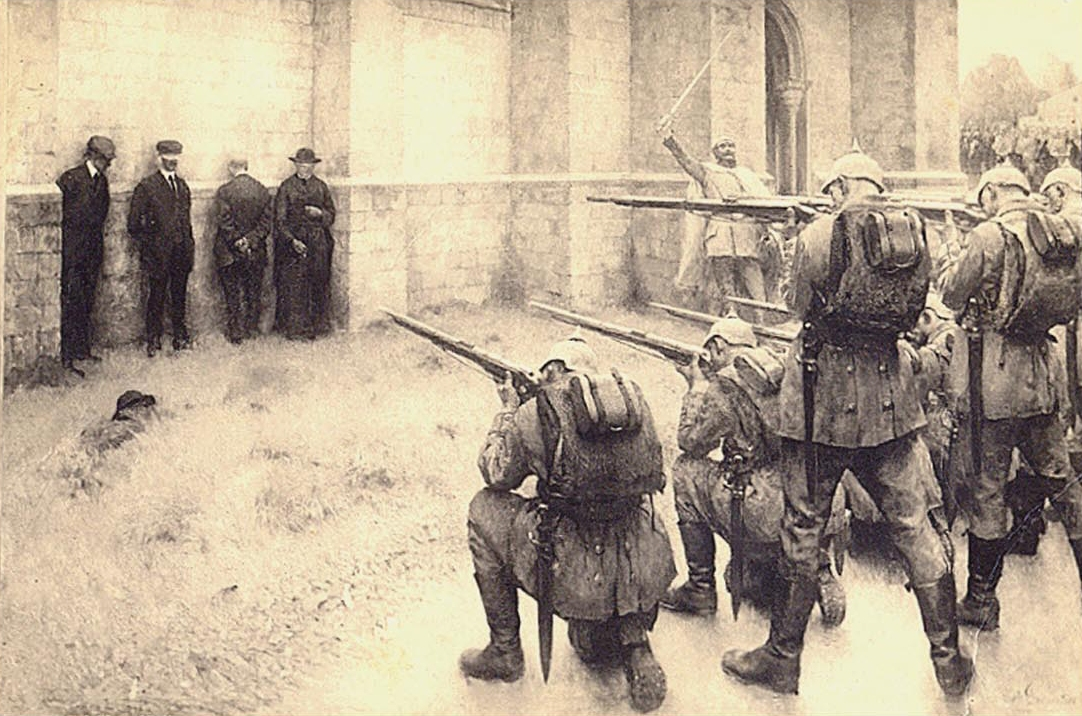
Artystyczna wizja egzekucji przez Niemców mieszkańców belgijskiego Blegny

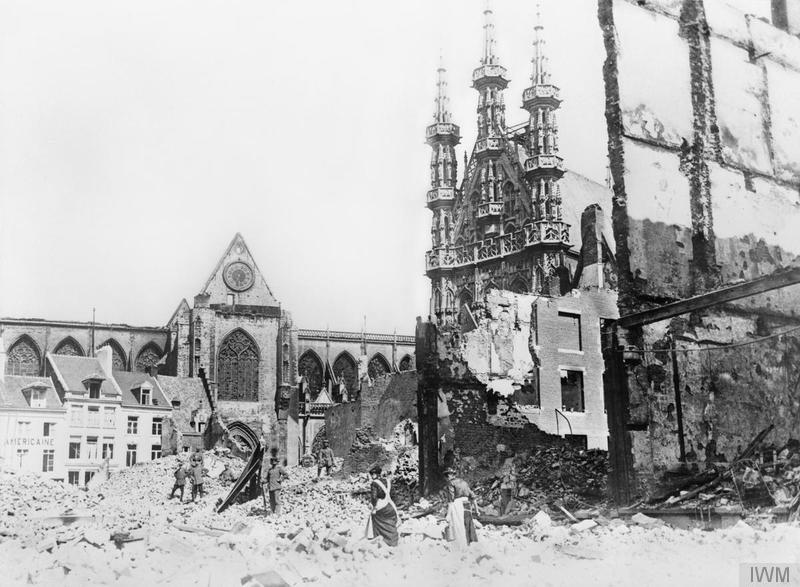
Zniszczone przez Niemców belgijskie Leuven

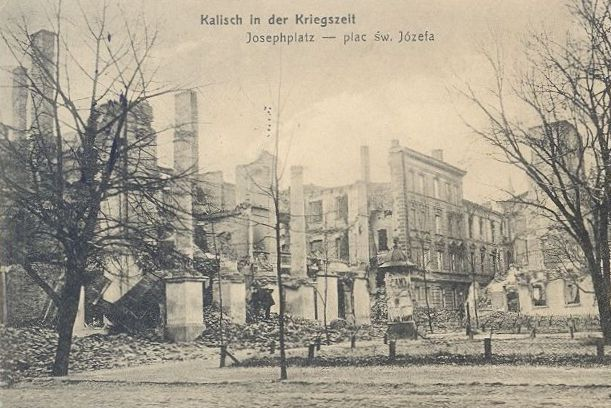
Zburzony Kalisz (1914)

Niemieckie okrucieństwa w 1914 – zbrodnie wojenne popełnione przez Armię Cesarstwa Niemieckiego na początku I wojny światowej w Belgii, we francuskich departamentach Moza, Ardeny i Meurthe i Mozela oraz w Królestwie Polskim.
W sierpniu i wrześniu 1914 w ciągu trzech tygodni ofiarą zbrodni padło kilka tysięcy cywili oskarżonych o ukrywanie franc-tireur (wolnych strzelców). Plutony egzekucyjne rozstrzeliwały bezzwłocznie, bez procesu niewinnych ludzi. Ponadto dwadzieścia tysięcy domów zostało zniszczonych, między innymi w Visé 600 domów i 1100 w Dinant.

## Lokalizacja

### W Belgii
Od 5 do 26 sierpnia Armia Cesarstwa Niemieckiego rozstrzelała ponad 5000 cywili w Walonii i zniszczyła ponad 15 000 domów.
Lista miejscowości, w których zamordowano 10 lub więcej osób:
- 5 sierpnia: Berneau i Soumagne (118 ofiar)
- 6 sierpnia: Battice (33 ofiary), Blegny, Esneux, Sprimont, Magnée, Mouland, Olne, Hermée, Retinne i Romsée
- 7 sierpnia: Warsage, Herstal, Lixhe i Louvegné
- 8 sierpnia: Baelen, Francorchamps, Herve i Labouxhe-Mélen (72 ofiary)
- 9 sierpnia: Saint-Trond
- 10 sierpnia: Linsmeau
- 14 sierpnia: Barchon
- 15 sierpnia: Wandre
- 16 sierpnia: Visé
- 18 sierpnia: Haccourt, Heure-le-Romain (28 ofiar)[2], Tongeren
- 19 sierpnia: Aarschot (156 ofiar) i Attenrode
- 20 sierpnia: Liège, Érezée, Andenne (218 ofiar), Franc-Waret[3], Somme-Leuze
- 21 sierpnia: Arsimont i Auvelais
- 22 sierpnia: Anloy[4], Mussy-la-Ville, Neufchâteau, Tintigny (120 ofiar)[5], Tamines (383 ofiary), Bouffioulx[6], Couillet, Farciennes, Monceau-sur-Sambre (63 ofiary)[7], Montignies-sur-Sambre (35 ofiar), Charleroi i Dampremy
- 23 sierpnia: Ethe (218 ofiar), Bièvre (17 ofiar), Bouge, Dinant, Neffe (674 ofiary), Hastière-par-delà (19 ofiar), Spontin, Waulsort, Flénu, Jemappes, Nimy, Quaregnon, Ville-Pommerœul, Saint-Léger, Virton
- 24 sierpnia: Bertrix, Houdemont, Izel, Offagne, Hermeton-sur-Meuse, Namur, Latour (71 ofiar)
- 25 sierpnia: Leuven (248 ofiar), Anthée (13 ofiar), Romedenne[8], Surice, Zemst[9]
- 26 sierpnia: Arlon, Dourbes (3 ofiary) i Frasnes-lez-Couvin (10 ofiar)

### We Francji
- sierpień: Haybes[10]
- 10 sierpnia: Jarny (25 ofiar)
- 11 sierpnia: Bazailles
- 12 sierpnia: Badonviller (12 ofiar)
- 20 sierpnia: Nomeny (55 ofiar)[11]
- 23 sierpnia: Fresnois-la-Montagne (68 ofiar)[12]

## Wyjaśnienia
Niemcy stosowali prawo wojenne, według którego udział cywili w działaniach wojennych jest nielegalny i może być dowolnie karany.

### Franc-tireurs
Irlandzcy historycy John Horne i Alan Kramer (autorzy German Atrocities wydanego w Dublinie w 2001), przebadali archiwa zarówno belgijskie, francuskie, jak i niemieckie i doszli do wniosku, że Niemcy byli przekonani o czynnym udziale wolnych strzelców w sierpniu 1914. Horne i Kramer próbowali zrozumieć, jakie mogły być przyczyny błędnego przekonania Niemców:
- rzeczywisty udział wolnych strzelców w wojnie francusko-pruskiej (1870–1871)
- konserwatyzm niemieckich polityków i wojskowych nieufnych wobec powstań ludowych
- niejasne odczucie, że opór armii belgijskiej, którego się nie spodziewali, był bezprawny i działał na korzyść Francji
- panika, w której pruskie oddziały strzelały do siebie nawzajem (fakt ukrywany przez niemiecki sztab główny).

Marc Bloch w swoim Apologie pour l’histoire pisał: 

Wiele belgijskich domów jest wyposażonych w wąskie otwory w fasadach, które mają ułatwić tynkarzom ustawienie rusztowania. W tych niewinnych otworach żołnierze niemieccy, w 1914, nigdy by nie widzieli tylu luk, przygotowanych dla strzelców, gdyby ich wyobraźnia przez długi czas nie była manipulowana strachem przed partyzantami.

### Francuska kontrofensywa
Te zbrodnie mogą również wynikać z faktu, że Niemcy szczególnie źle odczuli fakt, że Belgia nie zaakceptowała niemieckiego ultimatum (pozwolić przejść niemieckim wojskom przez Belgię w celu zaatakowania Francji, z ominięciem systemu Séré de Rivières’a wzdłuż granicy francusko-niemieckiej) oraz pozwoliła armii francuskiej kontratakować na terytorium Belgii.
Pozycja Belgii opierała się na traktacie XVIII artykułów oraz traktacie XXIV artykułów, w których sygnatariusze gwarantowali jej neutralność oraz niepodległość. Na mocy owych traktatów Belgia musiała odmówić przemaszerowania armii niemieckiej przez swoje terytorium, a Francja i Wielka Brytania mogły, a nawet musiały interweniować w razie pogwałcenia neutralności lub niepodległości Belgii.
Według Niemców Belgia zawarła sojusz z Francją i Wielką Brytanią, tym samym unieważniając swoją niepodległość i jednocześnie przygotowała się do obrony. Axel Tixhon, profesor historii powszechnej uniwersytetu w Namur, twierdzi, że wojska niemieckie świadomie przygotowały zbiorowe masakry oraz otrzymały rozkaz, aby je wykonać. Zważywszy na liczbę tych zbrodni oraz fakt, że zostały popełnione przez różne oddziały niemieckie, można wyciągnąć wniosek, że zostały wydane polecenia, aby sterroryzować ludność belgijską.